# Лидовик Жули
Лидовик Венсан Жули (фр. Ludovic Vincent Giuly; Лион, 10. јул 1976) је бивши француски фудбалер корзиканског порекла. Играо је на позицији десног крила.

## Успеси
Олимпик Лион
- Лига куп Француске: (финале: 1995/96)[4]
- Интертото куп (1) : 1997.[5]

 Монако
- Прва лига Француске (1) : 1999/00.[6]
- Лига куп Француске  (1) : 2002/03,[7] (финале: 2000/01)[8]
- Суперкуп Француске (1) : 2000.
- Лига шампиона: (финале: 2003/04)[9]

 Барселона
- Ла лига (2) : 2004/05,[10] 2005/06.[11]
- Суперкуп Шпаније (2) : 2005,[12] 2006.[13]
- Лига шампиона  (1) : 2005/06.[14]
- Суперкуп Европе: (финале: 2006)[15]
- Светско клупско првенство: (финале: 2006)[16]

 Рома
- Куп Италије (1) : 2007/08.[17]
- Суперкуп Италије (1) : 2007.[18]

 Пари Сен Жермен
- Куп Француске (1) : 2009/10,[19] (финале: 2010/11)[20]

 Француска
- Куп конфедерација (1) :  2003.[21]

Појединачни
- Награда Etoile d'Or за најрегуларнијег играча сезоне у Првој лиги Француске: 2002/03.[22]
- Идеални тим Прве лиге Француске: 1999/00,[23] 2002/03,[24] 2003/04.[25]